# Gare des Bardys
Gare des Bardys – przystanek kolejowy w Saint-Priest-Taurion, w departamencie Haute-Vienne, w Nowa Akwitania, we Francji.
Został otwarty w 1856 przez Compagnie du chemin de fer de Paris à Orléans (PO). Jest przystankiem kolejowym Société nationale des chemins de fer français (SNCF), obsługiwaną przez pociągi TER Limousin.

## Położenie
Znajduje się na wysokości 334 m n.p.m., na 389,263 km linii Orlean – Montauban, między stacjami Ambazac i Le Palais. 

## Usługi
Jest obsługiwany przez pociągi TER Limousin kursujące na trasie Limoges - Vierzon.